# リライアンス・インフラストラクチャー
リライアンス・インフラストラクチャー（英語：Reliance Infrastructure Limited）は、インドマハーラーシュトラ州ムンバイに本社を置く電力事業会社。リライアンス・ADA・グループの一角を成す。

## 概要
リライアンス財閥の中核事業体であり、元はボンベイ郊外電力供給社（Bombay Suburban Electric Supply、BSES）で、その後2002年にリライアンスグループの一員としてリライアンス・エネルギー（Reliance Energy）に改称され、現在の社名に至る。ムンバイとその近郊、ゴア州、アーンドラ・プラデーシュ州などの地域で約500万世帯に電力を供給している。発電容量は約900MW規模である。ガス事業はクリシュナ・ゴーダーヴァリ盆地に天然ガス田があり、国内のガス生産高の6割に及んでいる。